# Agostino Viela Ezcurdia
Agostino Viela Ezcurdia C.M.F., in spagnolo Agustín Viela Ezcurdia (Oteiza de la Solana, 4 aprile 1914 – Barbastro, 15 agosto 1936), è stato un religioso spagnolo, martirizzato a Barbastro durante la Guerra civile spagnola e venerato come beato dalla Chiesa cattolica.

## Biografia
Nacque ad Oteiza de la Solana in Navarra il 4 aprile 1914. Il padre che era organista morì quando Agostino aveva cinque anni. Frequentò il collegio delle monache della città e mostrò una precoce inclinazione per la musica e il canto. Entrò ad undici anni nel seminario di Alagón dove emise i voti religiosi il 15 agosto 1930. Proseguì gli studi di filosofia nel seminario di Solsona e teologia nel seminario di Cervera. Era molto legato alla madre, in una lettera del 6 novembre 1933 le scrive:
(Gabriel Campo Villegas, Esta es nuestra sangre, p. 365)
Nel luglio del 1936 si trovava nel seminario di Barbastro quando, allo scoppio della guerra civile, questo venne perquisito dalle milizie anarchiche per cercare delle armi. Insieme agli altri seminaristi venne arrestato e rinchiuso nel salone degli Scolopi

Alla vigilia della sua morte dai finestroni del salone si rivolse ad una passante dicendole:

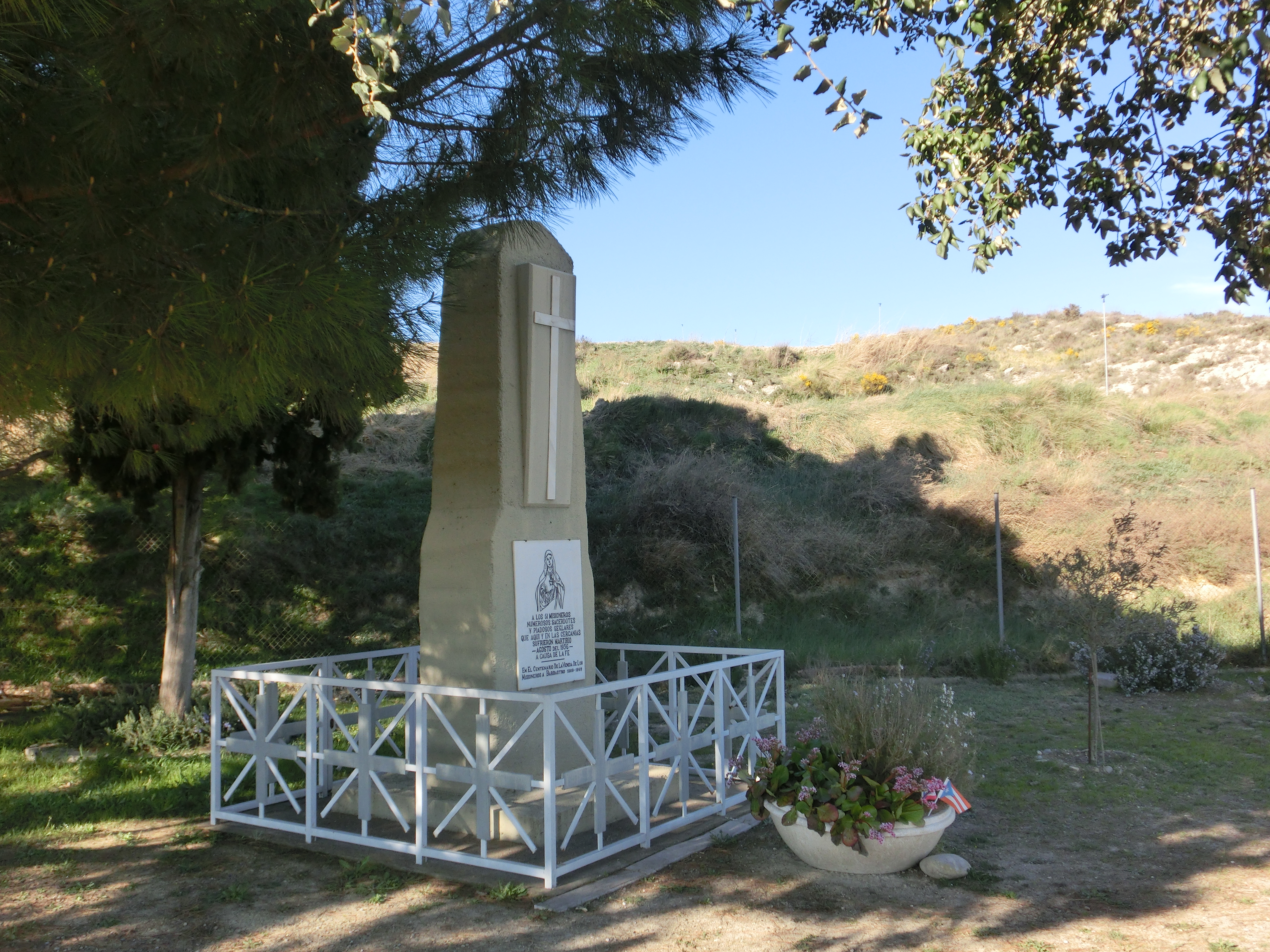
Monumento funebre nel luogo della fucilazione

Insieme a 19 suoi confratelli, Agostino è stato fucilato nelle prime ore del 15 agosto 1936 sul ciglio di una strada fuori città. I loro corpi sono stati gettati in una fossa comune nel cimitero di Barbastro, ricoperti di calce e di terra. Fece parte dell'ultimo gruppo di claretiani detenuti nel salone della scuola degli scolopi che subirono il martirio.
Nel 2013 è uscito un film sulla vicenda intitolato Un Dio vietato per la regia di Pablo Moreno.

## Culto

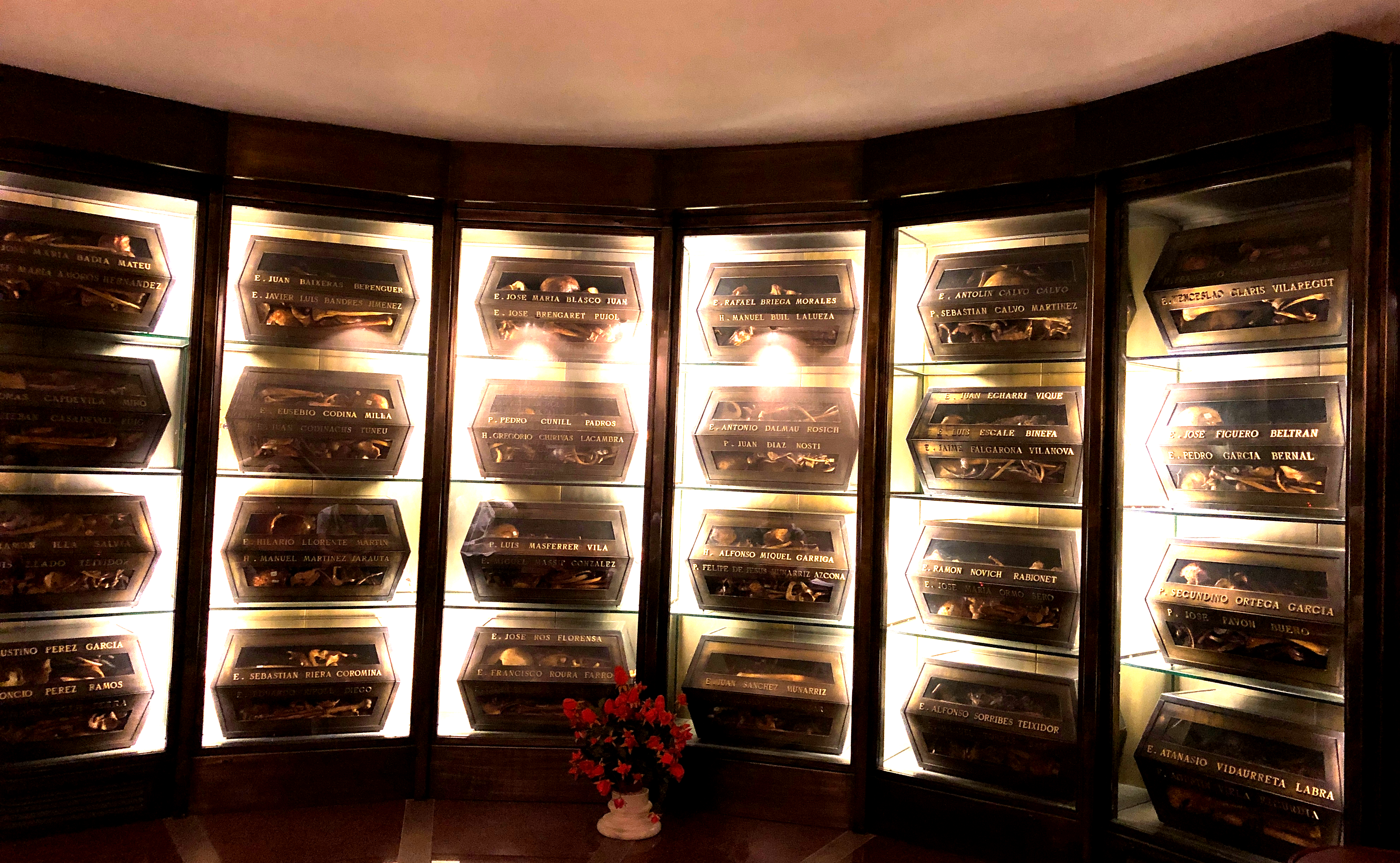
Cripta ubicata sotto all'altare della chiesa annessa al museo dei martiri Claretiani di Barbastro

Dopo la guerra i resti dei martiri furono riesumati dalle fosse comune e, grazie a delle medagliette metalliche cucite sulle loro tonache, è stato possibile risalire ai nomi delle singole persone. I resti sono composti in teche e si possono oggi venerare nella cripta della chiesa annessa al museo.
Il 20 maggio 1947 nella diocesi di Barbastro si aprì il processo informativo circa il martirio che si chiuse il 23 settembre 1949. L’8 febbraio 1961, invece, fu promulgato il Decreto sugli scritti. La dichiarazione di validità del processo, con Decreto del 9 febbraio 1990, portò alla trasmissione della “Positio super martyrio” alla Congregazione delle Cause dei Santi nello stesso anno.
A seguito della riunione della commissione teologica che si tenne il 4 febbraio 1992 e di quella dei cardinali e vescovi della Congregazione si arrivò, il 7 marzo 1992, alla promulgazione del Decreto sul martirio. La beatificazione avvenne a Roma, ad opera di Giovanni Paolo II, il 25 ottobre 1992. 
La Chiesa cattolica lo ricorda il 15 agosto.